# کرک آلین
کرک آلین (انگلیسی: Kirk Alyn; ۸ اکتبر ۱۹۱۰ – ۱۴ مارس ۱۹۹۹) یک هنرپیشه اهل ایالات متحده آمریکا بود. وی بین سال‌های ۱۹۴۲ تا ۱۹۹۹ میلادی فعالیت می‌کرد.